# 世界と日本 (学校放送)
『世界と日本』（せかいとにっぽん）は、NHKで放送されていた中学生向けの学校放送（教科：社会科地理）である。

## 第1期
1958年4月17日から1960年4月2日まで放送。1958年12月まではNHKテレビ（現・NHK総合テレビジョン）で、1959年1月からはNHK総合テレビとNHK教育テレビジョンで同時放送されていた。ただし、最終回はNHK教育テレビのみで放送。モノクロ放送。

### 放送時間
いずれも日本標準時。
| 期間                         | 放送時間             |
| ---------------------------- | -------------------- |
| 1958年4月17日 - 1959年3月5日 | 木曜日 13:00 - 13:22 |
| 1959年4月9日 - 1960年3月17日 | 木曜日 13:00 - 13:20 |
| 1960年4月2日                 | 土曜日 20:30 - 21:15 |

### 出演者
- 班目文雄
- 原田重久
- 山賀長治
- 野村正七
- 田英夫
- 八木治郎

## 第2期
1973年4月10日から1981年3月20日までNHK教育テレビで放送。初年度はモノクロ放送だったが、翌1974年度（同年4月）からカラー放送となった。

### 放送時間
いずれも日本標準時、別の時間帯での再放送あり。
| 期間                          | 放送時間             |
| ----------------------------- | -------------------- |
| 1973年4月10日 - 1980年3月18日 | 火曜日 13:40 - 14:00 |
| 1980年4月11日 - 1981年3月20日 | 金曜日 14:40 - 15:00 |

### 出演者
- 坂野真知子
- 奥田義雄
- 日野直子
- 佐藤ゆきこ